# 킬러 인사이드 미 (2010년 영화)
《킬러 인사이드 미》(영어: The Killer Inside Me)는 미국에서 제작된 마이클 윈터보텀 감독의 2010년 범죄 스릴러 드라마 영화이다. 케이시 애플렉 등이 출연하였고, 앤드루 이턴 등이 제작에 참여하였다.

## 출연진
- 케이시 애플렉
- 제시카 앨바
- 케이트 허드슨
- 네드 베이티
- 톰 바워
- 엘리어스 커테이어스
- 사이먼 베이커
- 빌 풀먼
- 브렌트 브리스코
- 매슈 마
- 리엄 에이킨
- 제이 R. 퍼거슨

## 기타 제작진
- 공동 제작: 수전 커
- 배역: J.C. 캔투, 메리 버뉴
- 미술: 마크 틸즐리
- 세트: 저넷 스콧
- 의상: 리넷 마이어